# Swartzia rediviva
Swartzia rediviva is een plant uit de vlinderbloemenfamilie. De plant komt alleen voor in Suriname.

## Beschrijving
Deze plant werd beschreven door Richard Sumner Cowan in 1973. Deze beschrijving is gebaseerd op een exemplaar dat in de buurt van de oevers van de Coppename groeide. Hoewel er meerdere nieuwe soortbeschrijvingen aanstaande waren, werd de publicatie van  Swartzia rediviva versneld uitgegeven. Dit om meegenomen te kunnen worden in de editie van het boek Flora van Suriname, van dat jaar.

## Bereik
Deze soort is tot nu toe alleen in Suriname gevonden. GBIF, een verzamelservice van observationele gegevens over soorten, heeft tot dusver geen waarnemingen geregistreerd.